# 153-я бригада подводных лодок
153-я Краснознамённая бригада подводных лодок (сокращённо: 153-я БрПЛ) — соединение Подводных сил Черноморского флота ВМФ СССР и ВМФ России, существовавшее в период с 1951 по 1994 годы.

## История соединения
Бригада была сформирована 27 января 1951 года на базе управления отдельного учебного дивизиона подводных лодок Черноморского флота и включена в состав 21-й дивизии ПЛ. В 1957 году переформирована в 153-ю отдельную учебную бригаду. 30 апреля 1975 года Указом президиума ВС СССР награждена орденом Красного Знамени.
В разное время в состав бригады входили 6 подводных лодок (ПЛ) типа «Малютка», 3 ПЛ типа «Средняя»; ПЛ проекта 613: С-70, С-96, С-97, С-147, С-157, С-217, С-165, С-287, С-296, С-344, С-338; две ПЛ проекта 633: С-38, С-350; ПЛ проектов 641, 641Б, 877; ПЛ Б-78 проекта АВ611, плавбаза «Магомет Гаджиев», две разрядно-зарядные станции, ПЗС-23, ПЗС-24, 574 УС, 507 береговая база. В состав 153-й бригады входила ПЛ С-197В. Командир капитан 2 ранга Даньшин М. А.

## Командный состав

### Командиры
- контр-адмирал Сухомлинов, Павел Денисович (1951—1954);
- капитан 1-го ранга Нечаев Николай Павлович (1954—1955);
- капитан 1-го ранга Резцов Александр Иванович (1955—1957);
- контр-адмирал Горбатовский, Степан Петрович (1957—1965);
- капитан 1-го ранга Милованов Валентин Павлович (1967—1968);
- капитан 1-го ранга Иванов Пётр Павлович (1968—1973);
- капитан 1-го ранга Наугольников Анатолий Клавдиевич (1973-);
- контр-адмирал Царёв, Борис Михайлович;
- капитан 1-го ранга Рогулев Леонид Гаврилович;
- капитан 1-го ранга Попов Владимир Алексеевич (1988-1990);
- капитан 1-го ранга Косткин Александр Яковлевич (1990-1994).

### Начальники штаба
- Горбатовский, Степан Петрович (1951 — ?);
- Ильин А. (? — 1953);
- Надеждин, Алексей Фёдорович (1953 — ?);
- Циунель, Владимир Николаевич
- Прибавин, А. В.;
- Иванов, Пётр Павлович (1967—1968);
- Наугольников, Анатолий Клавдиевич (968—1973);
- капитан 1-го ранга Рябинин, Игорь Иванович (1973 — 1975);
- капитан 1-го ранга Казак, Евгений Петрович (1975—1980);
- капитан 1-го ранга Погорелов, Фёдор Иванович (1980—1984);
- Попов, Владимир Алексеевич (1984—1988);
- Косткин, Александр Яковлевич (1988—1990).